# Esther Bendahan
Esther Bendahan Cohen (Tétouan, 1964) é uma escritora espanhola. 
Nascida em uma família marroquina sefardita, estabeleceu-se em Madrid, onde estudou psicologia e filologia francesa.
É diretora do programa de televisão «Shalom» (La2) e chefa de programação da Casa Sefarad-Israel.

## Obra
- Soñar con Hispania (com Ester Benari), Ediciones Tantín, 2002
- La sombra y el mar, Morales del Coso, 2003
- Deshojando alcachofas, Seix Barral, 2005
- Déjalo, ya volveremos, Seix Barral, 2006
- La cara de Marte, Algaida, 2007.
- El secreto de la reina persa, La Esfera de los Libros, 2009.

## Prêmios
- Premio Tigre Juan, 2006 com La cara de Marte.

## Traduçãos
- Au nom de l'Autre: Réflexions sur l'antisémitisme qui vient , Alain Finkielkraut, Seix Barral, 2005 (com Adolfo García Ortega).